# Jerinići
Jerinići  (cyr. Јеринићи) – wieś w Czarnogórze, w gminie Plužine. W 2003 roku liczyła 10 mieszkańców.